# Friendzone (peça)
Friendzone é uma peça de comédia do teatro brasileiro que estreou em 23 de janeiro de 2016 no Teatro Gazeta. Tem duração de 60 minutos.

## Sinopse
A peça teatral aborda a friendzone, (em português: zona de amizade) uma situação onde uma pessoa deseja entrar em um relacionamento romântico, enquanto a outra não.

## Elenco
- Cadore
- Mederi
- Pathy dos Reis
- Mariana Lessa[1]

## Apresentações
2016
- São Paulo (capital) - Teatro Gazeta[2]
- Caruaru - Teatro Difusora
- Manaus - Teatro Manauara[1]